# Domino Theory
Domino Theory is een muziekalbum dat in 1984 werd uitgebracht door de jazzrock-formatie Weather Report.

## Nummers
1. Can It Be Done (Wilson Tee) – 4:02
2. D Flat Waltz (Zawinul) – 11:10
3. The Peasant (Zawinul) – 8:16
4. Predator (Zawinul) – 5:21
5. Blue Sound - Note 3 (Zawinul) – 6:52
6. Swamp Cabbage (Zawinul) – 5:22
7. Domino Theory (Zawinul) – 6:09

## Musici
- Joe Zawinul - Keyboards en synthesizers
- Wayne Shorter - Saxofoons
- Omar Hakim - Drums
- Victor Bailey - Bas
- José Rossy - Percussie

met
- Carl Anderson - Zang op "Can It Be Done"

Bandleden: Joe Zawinul · Wayne Shorter · Jaco Pastorius · Peter Erskine

Miroslav Vitouš · Eric Gravatt · Alphonse Mouzon · Airto Moreira · Alex Acuña · Manolo Badrena · Dom Um Romão · Alphonso Johnson · Victor Bailey · Omar Hakim · José Rossy
Discografie: Weather Report (1971) · I Sing the Body Electric · Live in Tokyo · Sweetnighter · Mysterious Traveller · Tale Spinnin' · Black Market · Heavy Weather · Mr. Gone · 8:30 · Night Passage · Weather Report (1982) · Procession · Domino Theory · Sportin' Life · This Is This